# 그레고리 S. 폴

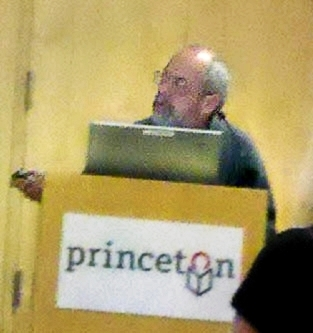

그레고리 S. 폴(Gregory S. Paul, 1954년 ~ )은 미국의 프리랜서 고생물학자, 저술가, 일러스트레이터이다. 그는 수각류 공룡에 대한 자신의 연구와 작업, 자세한 화석과 복원도 일러스트레이션으로 잘 알려져 있다.

## 같이 보기
- 공룡 르네상스